# Mangold Ier de Neuchâtel
Mangold Ier de Neuchâtel, né vers 1055 et mort à une date inconnue, dit Mangold Ier de Fenis, est un noble, membre de la maison de Neuchâtel.

## Biographie
Chevalier en 1096,, il est le fils d'Ulrich Ier de Neuchâtel. Son existence n'est pas formellement établie mais supposée par l'acte de ratification de l'abbaye de Saint-Jean-Baptiste de Cerlier qui cite Mangold junior, laissant par là supposer qu'il existait un Mangold sénior. Une hypothèse voudrait qu'après sa prise de Neuchâtel en 1034 l'empereur germanique Conrad le Salique laisse un territoire désolé qui intéresse un seigneur voisin Mangold de Fenis, grâce à son frère l'évêque Bourcard d'Asuel, très proche de l'empereur germanique Henri IV, ce petit seigneur se voyait remettre la terre de Neuchâtel par le monarque.

## Mariage et succession
Son épouse est inconnue, il a :
- Mangold II de Fenis dit aussi Mangold II de Neuchâtel[4], (? - 1144/47), (Manegaldus), co-seigneur de Neuchâtel avec son frère Rodolphe Ier de Fenis. Avec lui il entreprend la construction de l'abbaye de Fontaine-André[5]. Dans la ratification par le pape Lucius III en 1185 des dons reçus par l'abbaye de Saint-Jean il est cité « ex dono Manengoldi junioris curiam de Hutewile », si ce Mangold est qualifié de « junior » c'est pour le différencier d'un autre Mangold qui ne peut être que son père[2] ;
- Rodolphe Ier de Neuchâtel, dit aussi Rodolphe Ier de Fenis[6], (vers 1070 - vers 1148), il épouse Emma de Glâne ;
- Berthold[7], (vers 1090 - abbaye de Lucelle 1137), évêque de Bâle sous le nom de Berthold von Neuenburg de 1122 à 1133 date à laquelle il renonce à sa charge et se retire à l'Abbaye de Lucelle ; sous son épiscopat il cède à ses neveux Hugues, Amédée et Richard II de Montfaucon le terrain pour ériger l'abbaye de Lucelle ;
- X, (vers 1080 - ?), elle épouse Amédée Ier de Montfaucon de qui elle a Richard II de Montfaucon, qui continue la lignée des Montfaucon, et Gauthier[8].

## Sources
- Léon Montandon, Hypothèses nouvelles sur les origines de la maison de Neuchâtel, Musée neuchâtelois, 1925 (lire en ligne), p. 177 à 187.
- Paul Vuille, Notes sur les premiers seigneurs de Neuchâtel, Musée neuchâtelois, 1979 (lire en ligne), p. 109 à 122.